# Alpy Lepontyńskie

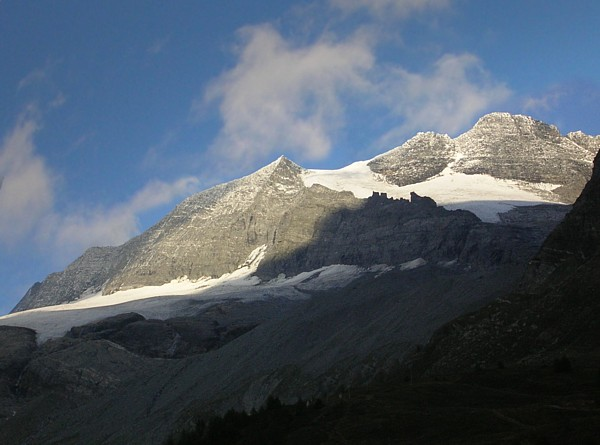
Monte Leone

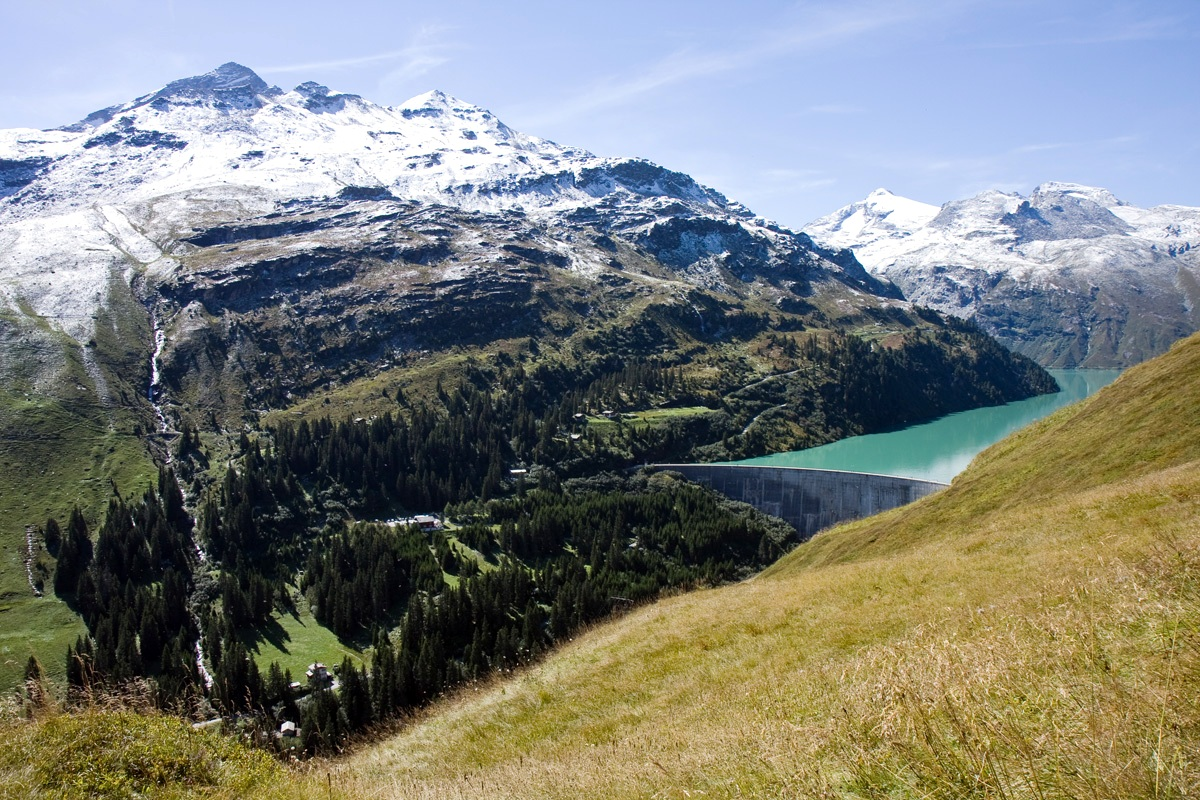
Zervreilasee

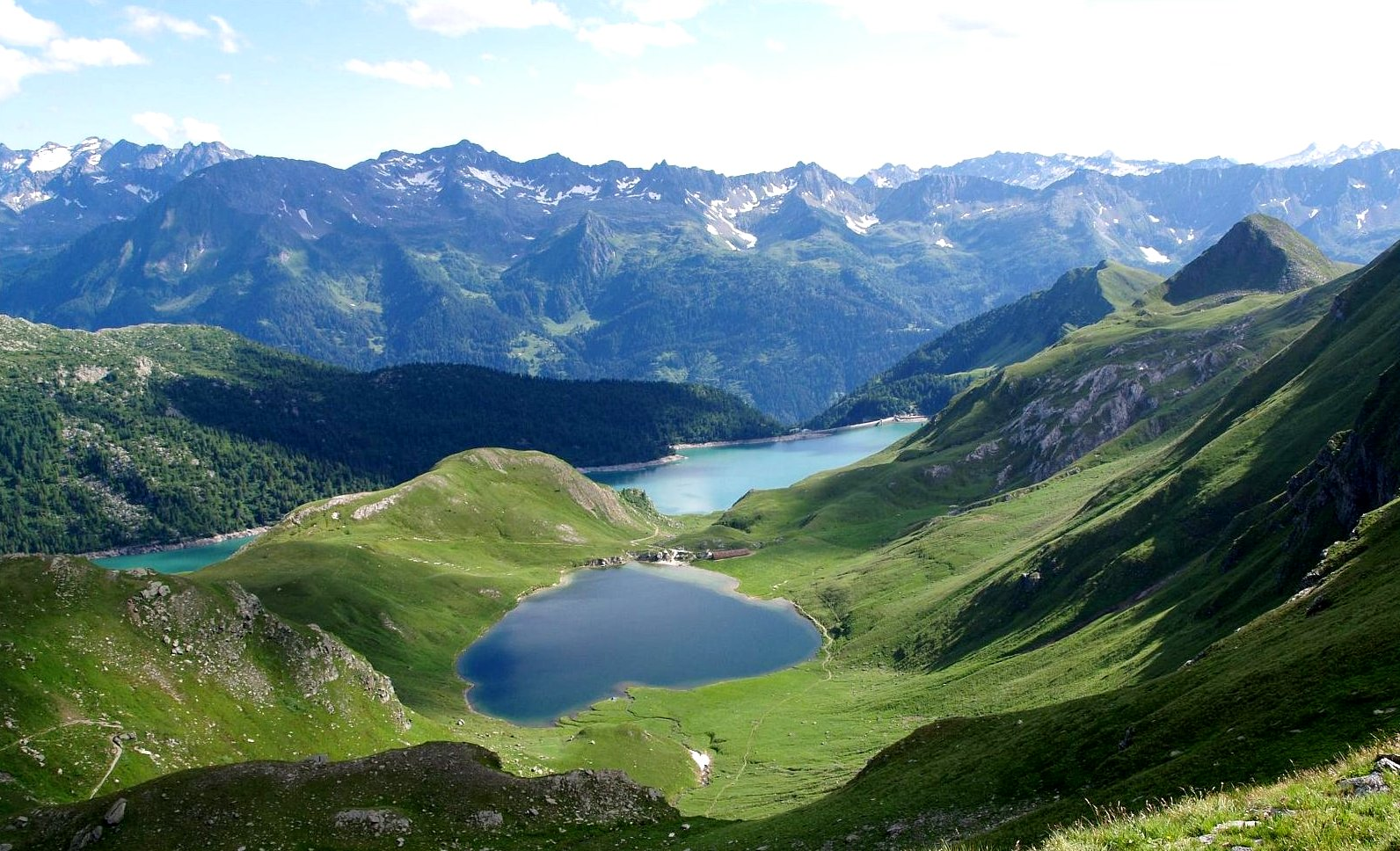
Jezioro Ritom

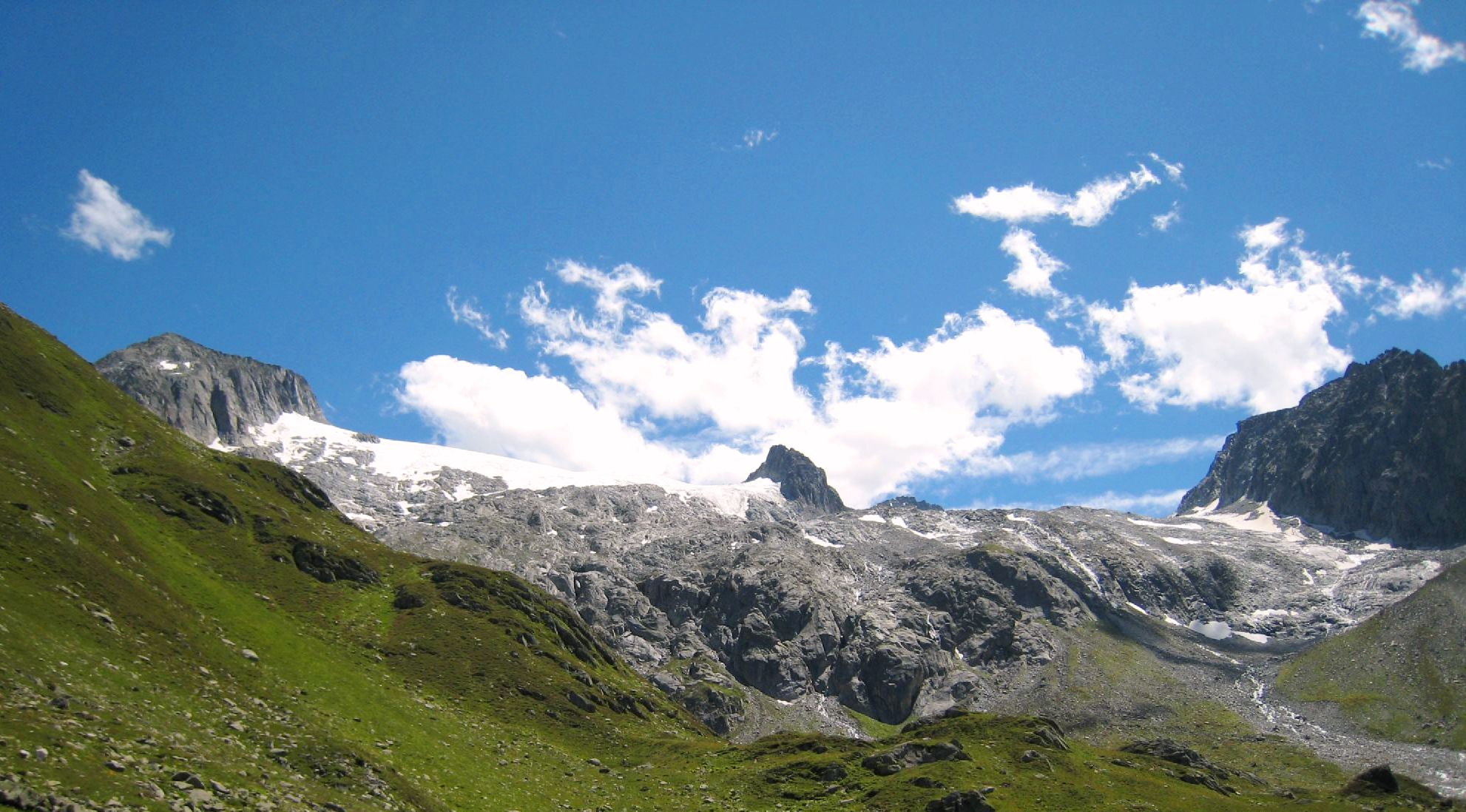
Piz Medel

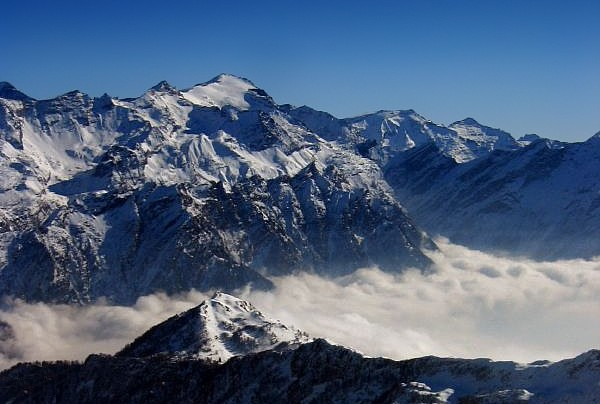
Rheinwaldhorn

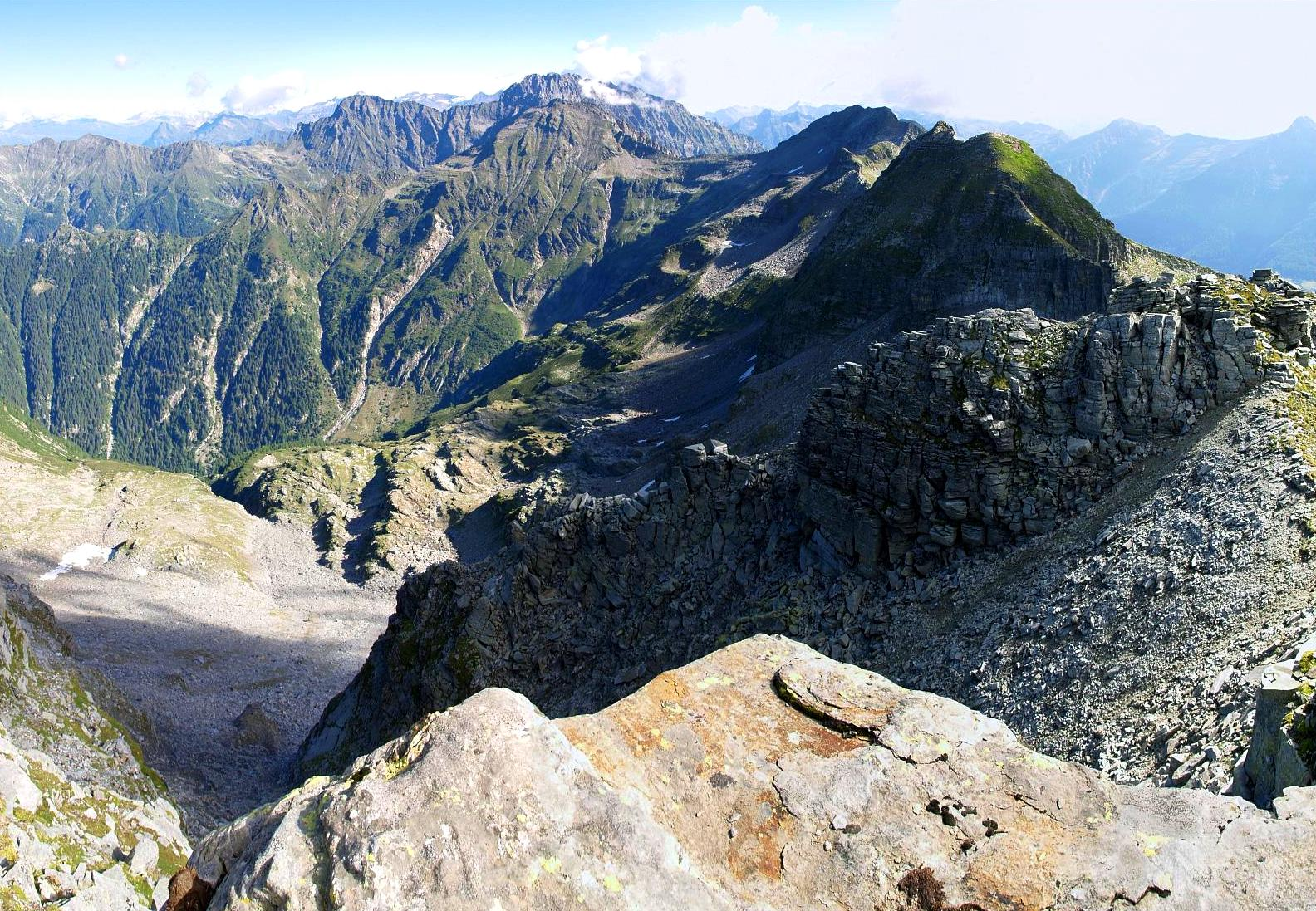
Pizzo di Claro

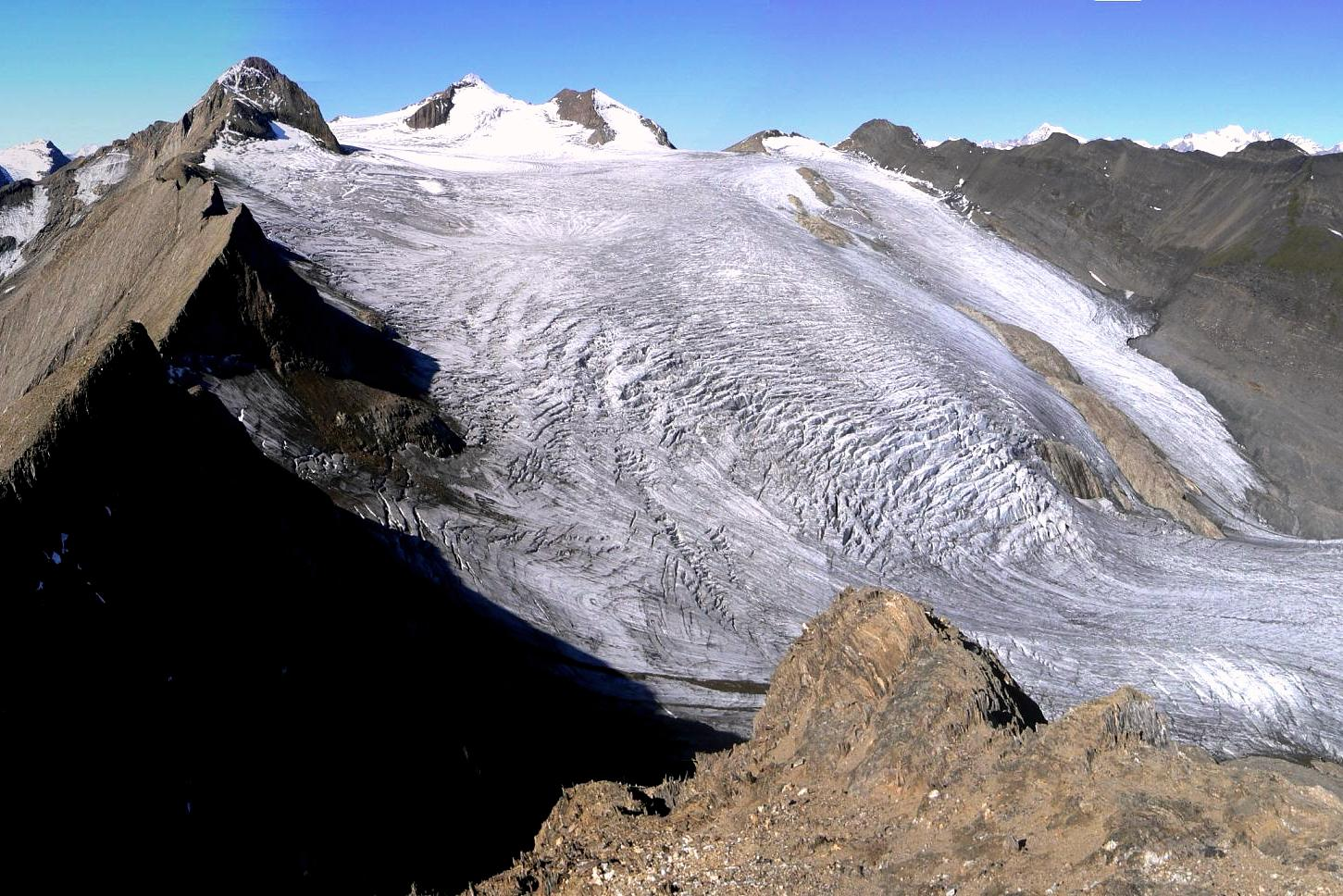
Blinnenhorn i lodowiec Gries

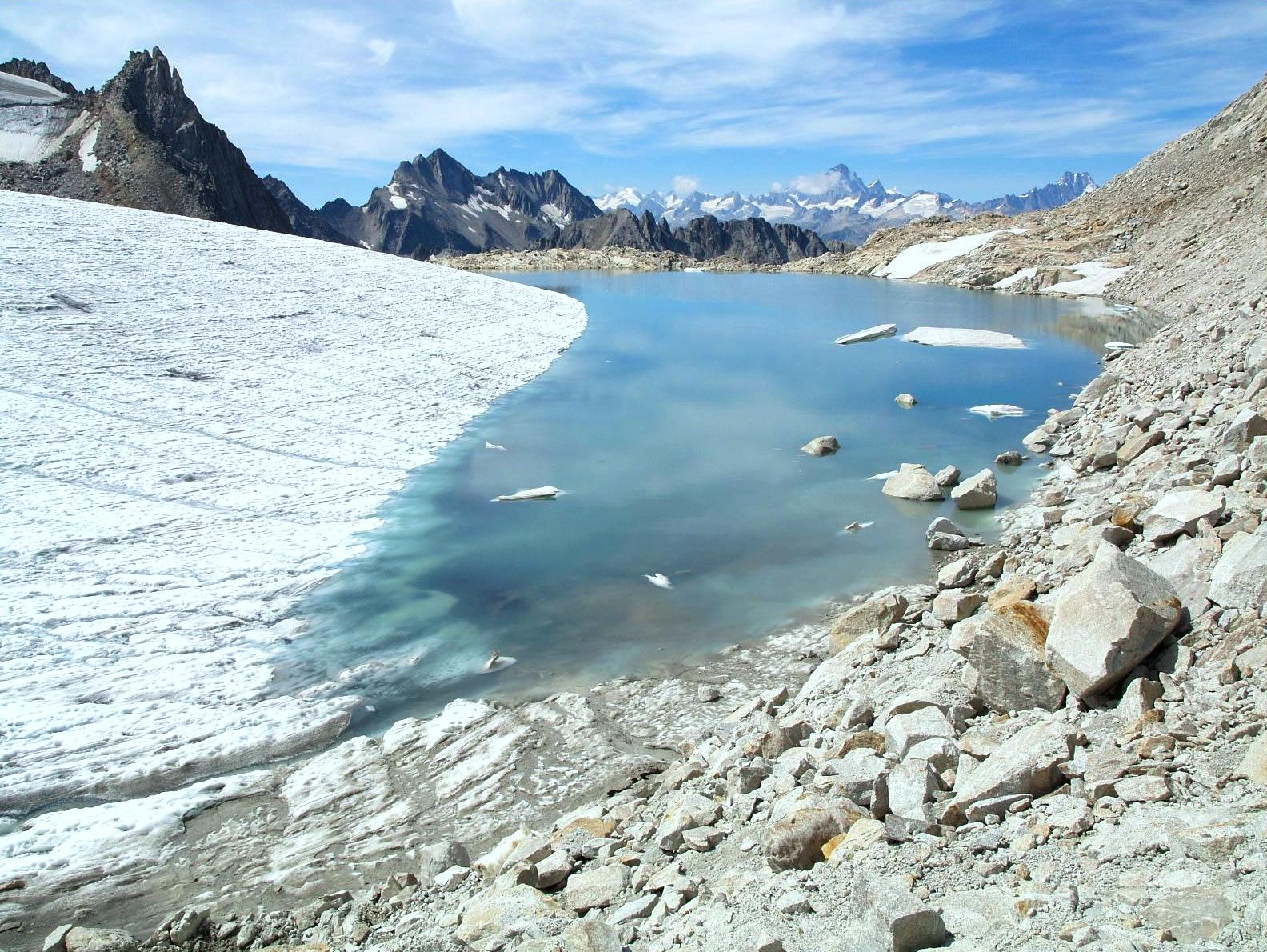
Pizzo Rotondo

Alpy Lepontyjskie (niem. Lepontinische Alpen, wł. Alpi Lepontine) – część Alp Zachodnich na terenie Szwajcarii (kantony: Valais, Ticino, Gryzonia) oraz we Włoszech (region Piemont). Zajmują centralną część Alp.
Na północy przełęcz Furka oddziela je od Alp Berneńskich, a przełęcz Oberalp oddziela je od Alp Glarneńskich, na wschodzie przełęcz Splügen oddziela je od Alp Retyckich (w Alpach Wschodnich), na południu graniczą z Prealpami Lugańskimi przez przełęcz San Jorio, a na zachodzie przełęcz Simplon odgradza pasmo od Alp Pennińskich. Najwyższym szczytem pasma jest Monte Leone, który osiąga 3552 m.
W Alpach Lepontyńskich bierze początek wiele rzek, między innymi: dopływy Rodanu na zachodzie, Reuss na północy, Vorderrhein i Tylny Ren (dopływy Renu) na wschodzie oraz Ticino i Toce na południu.
Znajdują się tu ważne połączenia komunikacyjne, np. tunel kolejowy Simplon, który łączy miejscowości Brig-Glis i Domodossola; Tunel kolejowy Świętego Gotarda i Tunel drogowy Świętego Gotarda łączące Andermatt z Airolo oraz Tunel San Bernardino.
Podgrupy:
- Alpy Monte Leone – Świętego Gotarda,
- Alpy Ticino i Verbano,
- Alpy Adula.

Najwyższe szczyty Alp Lepontyńskich:
| - Monte Leone 3552 m, - Rheinwaldhorn 3402 m, - Güferhorn 3393 m, - Blinnenhorn 3374 m, - Pizzo Tambò 3276 m, - Helsenhorn 3274 m, - Basodino 3273 m, - Punta di Terrarossa 3255 m, - Punta d’Arbola 3242 m, - Monte Cervandone 3210 m, - Piz Medel 3203 m, - Scopi 3200 m, - Rheinquellhorn 3200 m, - Pizzo Rotondo 3197 m, - Punta del Rebbio 3194 m, - Hübschhorn 3187 m, - Punta del Sabbione 3182 m, - Punta di Mottiscia 3181 m, - Cima di Camadra 3172 m, - Piz Vial 3168 m, - Cima Rossa 3161 m, - Pizzo dei Piani 3158 m, - Rappehorn 3158 m, - Pizzo Zapport 3152 m, - Piz Terri 3151 m, - Piz Cassimoi 3129 m, - Piz Ault 3124 m, - Fanellhorn 3124 m, - Pizzo di Pesciora 3123 m, - Pizzo Gaglianera 3120 m, - Punta Marani 3108 m, - Witenwasserenstock 3084 m, - Campo Tencia 3075 m, - Chüebodenhorn 3070 m, - Leckihorn 3069 m, - Punta Gallina 3061 m, - Bruschghorn 3054 m, | - Alperschällihorn 3045 m, - Bättelmatthorn 3044 m, - Plattenberg 3041 m, - Piz Gannaretsch 3040 m, - Chilchalphorn 3040 m, - Gelbhorn 3036 m, - Frunthorn 3030 m, - Piz Corbet 3026 m, - Piz Blas 3023 m, - Faltschonhorn 3022 m, - Piz Rondadura 3016 m, - Monte Giove 3010 m, - Piz Ravetsch 3006 m, - Fleschhorn 3004 m, - Pizzas d’Anarosa 3002 m, - Pizzo Centrale 2999 m, - Piz Beverin 2997 m, - Holzjihorn 2987 m, - Piz de la Lumbreida 2983 m, - Teurihorn 2973 m, - Marscholhorn 2970 m, - Pizzo Lucendro 2959 m, - Bättlihorn 2951 m, - Torrone Alto 2950 m, - Piz Cavel 2944 m, - Bärenhorn 2932 m, - Six Madun 2932 m, - Pizzo Cristallina 2912 m, - Pizzo Forno 2907 m, - Piz Muraun 2899 m, - Guggernüll 2886 m, - Monte Cistella 2880 m, - Piz Fess 2880 m, - Pizzo Biela 2863 m, - Pizzo Paglia 2594 m, - Pizzo Cavregasco 2535 m, - Monte Cazzola 2330 m. |  |

Przełęcze:
| - Zapport Pass 3079 m, - Guferlücke 2980 m, - Lentalücke 2954 m, - Hohsand Pass 2927 m, - Lecki Pass 2912 m, - Passo Rotondo 2880 m, - Kaltwasser Pass 2844 m, - Scaradra Pass 2770 m, - Satteltelücke 2768 m, - Ritter Pass 2692 m, - Cavanna Pass 2611 m, - Scatta Minoja 2597 m, - Bocca di Cadlimo 2542 m, - Valserberg 2507 m, - Safierberg 2490 m, | - Nufenenpass 2478 m, - Geisspfad Pass 2475 m, - Griespass 2468 m, - Passo di Naret 2443 m, - Passo Valtendra 2431 m, - Diesrutpass 2424 m, - Albrunpass 2410 m, - Greinapass 2360 m, - San Giacomopass 2308 m, - Passo di Buffalora 2265 m, - Passo dell'Uomo 2212 m, - Splügenpass 2113 m, - Przełęcz Świętego Gotarda 2108 m, - Przełęcz San Bernardino 2066 m, - Lukmanierpass 1915 m. |  |

Schroniska:
- Rifugio Città di Busto – 2480 m,
- Rifugio Maria Luisa – 2157 m,
- Capanna Campo Tencia – 2140 m,
- Capanna Piansecco – 2099 m,
- Capanna di Cava – 2066 m,
- Capanna Efra – 2039 m,
- Ospizio del Sempione – 2005 m,
- Capanna Alpe Sponda – 2000 m,
- Capanna Borgna – 1919 m,

- Capanna Basodino - 1856 m,
- Capanna Como – 1790 m,
- Rifugio Città di Arona – 1760 m.